# Västra Torup
Västra Torup is een plaats in de gemeente Hässleholm in Skåne de zuidelijkste provincie van Zweden. De plaats heeft 210 inwoners (2005) en een oppervlakte van 59 hectare.